# Королевство Канарских островов
Королевство Канарских островов — королевство, существовавшее на Канарских островах в первой половине XV века, вассал Кастильской короны.
В 1402 году французский мореплаватель Жан де Бетанкур высадился на острове Лансароте и, с согласия местного правителя, возвёл там форт Рубикон. Когда Бетанкур отплыл в Кадис за подкреплениями, между оставленными им в качестве командующих Гадифером де Ла Саллем и Бертином вспыхнул конфликт: если Ла Салль готовился продолжать покорять острова, то Бертин хотел вернуться в Европу с грузом рабов, и бросил Ла Салля без средств к существованию. Оставшимся на Лансароте европейцам удалось продержаться до прибытия помощи, а в 1404 году вернулся и сам Бетанкур.
Бетанкур получил у испанского короля Энрике III признание себя королём Канарских островов (официально титул был присвоен папой Иннокентием VII) в обмен на принесение вассальной присяги. После этого началось завоевание Канарских островов.
Жан де Бетанкур покинул Канары навсегда в 1412 году, оставив управителем четырёх покорённых и колонизированных к тому времени островов своего родственника Масио де Бетанкура. Масио де Бетанкур в 1418 году продал свои владения и права на покорение оставшихся островов Энрике Пересу де Гусману. Затем острова сменили владельцев ещё несколько раз, пока в 1445 их (и права на покорение оставшихся) не получил Эрнан Пераса-старший с сыном Гильеном Пераса и дочерью Инесой Пераса. После смерти Эрнана и Гильена правителями островов стали Инес и её муж Диего Гарсиа де Эррера, которые в 1477 году оставили остров Гомера своему сыну Эрнану Пераса-младшему, а права на остальные острова продали кастильской короне. Эрнан Перас-младший погиб в 1488 году во время восстания аборигенов.
На Канарские острова претендовала и Португалия, которая признала острова владением Кастилии лишь в 1479 году по Алькасовашскому договору.